# 薩拉戈薩 (安蒂奧基亞省)
薩拉戈薩是哥倫比亞的城鎮，位於該國北部，由安蒂奧基亞省負責管轄，距離首府麥德林244公里，始建於1581年，面積1,064平方公里，海拔高度50米，2002年人口32,916。
7°29′38″N 74°52′16″W / 7.494°N 74.871°W